# リテックス・ロヴェチ
FCロヴェチ（ブルガリア語: ФК Ловеч, 英語: Football Club Lovech）は、ブルガリアの都市ロヴェチを本拠地とするサッカークラブ。
1921年創設。1996年、ロヴェチ出身でブルガリアのスポーツ用品メーカー「リテックス」の会長であったグリシャ・ガンチェフが買収し、「リテックス・ロヴェチ」へ改名。1996-97シーズンに1部昇格を果たすと翌シーズンから2シーズン連続でリーグ制覇を成し遂げた。
2024年5月17日、リテックスがクラブの所有権をロヴェチ市に返還。5月30日、ロヴェチ市がクラブを保有する契約が締結された。7月18日、クラブ名をFCロヴェチ（FC Lovech）に改称した。

## タイトル

### 国内タイトル
- ファーストリーグ: 4回
  - 1997-98, 1998-99, 2009-10, 2010-11

- ブルガリア・カップ: 4回
  - 2000-01, 2003-04, 2007-08, 2008-09

- ブルガリア・スーパーカップ: 1回
  - 2010

- セカンドリーグ: 2回
  - 1993-94, 1996-97

- サードリーグ: 2回
  - 1973-74, 2016-17

### 国際タイトル
なし

## 現所属メンバー
2018年7月25日現在
注：選手の国籍表記はFIFAの定めた代表資格ルールに基づく。
| No. | Pos. |            | 選手名                   |
| --- | ---- | ---------- | ------------------------ |
| 1   | GK   | ブルガリア | スタニスラフ・ニストロフ |
| 3   | DF   | ブルガリア | マルティン・シメオノフ   |
| 4   | MF   | ブルガリア | ジェイハン・ザイデノフ   |
| 5   | DF   | ブルガリア | ペトコ・ガネフ           |
| 7   | MF   | ブルガリア | トマス・ツヴィアトコフ   |
| 8   | MF   | ブルガリア | ペタル・D・ペトロフ      |
| 9   | FW   | ブルガリア | トニスラフ・ヨルダノフ   |
| 10  | MF   | ブルガリア | ゲオルギ・イヴァノフ     |
| 11  | DF   | ブルガリア | マルティン・アチコフ     |
| 12  | DF   | ブルガリア | ニコラ・ボリソフ         |
| 13  | GK   | ブルガリア | ペタル・L・ペトロフ      |

| No. | Pos. |            | 選手名                         |
| --- | ---- | ---------- | ------------------------------ |
| 16  | DF   | ブルガリア | イヴァン・イヴァノフ           |
| 17  | MF   | ブルガリア | ドブロミル・ボネフ             |
| 18  | DF   | ブルガリア | デニスラフ・ミツァコフ         |
| 19  | DF   | ブルガリア | ダニエル・ヨルダノフ           |
| 20  | MF   | ブルガリア | ニコライ・ヤンコフ             |
| 21  | MF   | ブルガリア | イリヤン・カピタノフ           |
| 23  | MF   | ブルガリア | イヴァン・ミトレフ             |
| 33  | DF   | ブルガリア | プラメン・ニコロフ ()          |
| 77  | FW   | ブルガリア | クリスティヤン・タフラジイスキ |
| 88  | MF   | ブルガリア | ミトコ・ミトコフ               |
| 99  | FW   | ブルガリア | ラドスラフ・ジヴコフ           |

## 歴代監督
- リュプコ・ペトロヴィッチ 2005-2007
- フェラシオ・スパソフ 2007
- ミオドラグ・イェシッチ 2007-2008
- アンゲル・チェルヴェンコフ 2009-2010
- リュボスラフ・ペネフ 2010-2011
- フリスト・ストイチコフ 2012-2013
- リュプコ・ペトロヴィッチ 2015-2016
- リュボスラフ・ペネフ 2016
- ジフコ・ジェレフ 2016-2022
- アンドレイ・アンドレエフ 2022-2023
- リュプコ・ペトロヴィッチ 2023
- ドブロミル・ミトフ 2023
- アレン・トゥパイッチ 2023-2024
- ジフコ・ジェレフ 2024-

## 歴代所属選手
- イヴァイロ・ペトコフ 1997–1998, 2009–2011
- ゾラン・ヤンコヴィッチ 2000-2002, 2007-2008
- ミリヴォイェ・ノヴァコヴィッチ 2005-2006